# Cristóbal Rojas
Pour les articles homonymes, voir Rojas.
Cristóbal Rojas est un artiste peintre vénézuélien, né à Cúa le 15 décembre 1857 et mort à Caracas le 8 novembre 1890, de la tuberculose . En 1883, il s'installe à Paris, où il travaille à l'académie Julian.  Rojas est l'un des peintres majeurs du pays au XIXe siècle.

## Biographie
Il est enterré au Panthéon national du Venezuela.

## Style
Le style de Rojas a évolué au cours de sa vie. Certaines de ses œuvres vont dans la manière impressionniste, d'autres tendent à créer un effet dramatique.